# کامستوک (مینه‌سوتا)
کامستوک، مینه‌سوتا (به انگلیسی: Comstock, Minnesota) یک شهر در ایالات متحده آمریکا است که در مینه‌سوتا واقع شده‌است.

## خصوصیات
کامستوک ۰٫۵۷ کیلومترمربع مساحت و ۹۳ نفر جمعیت دارد و ۲۸۱ متر بالاتر از سطح دریا واقع شده‌است.